# Abdulaziz Al-Anberi
Abdulaziz Al-Anberi, scritto anche Abdul-Aziz Al-Anbari (Kaifan, 3 gennaio 1954), è un ex calciatore kuwaitiano, di ruolo attaccante.

## Carriera

### Club
Inizia la sua carriera sportiva prima come giocatore di basket e poi come pallavolista. Nel 1976, decise di concentrarsi sul calcio. Cominciò a giocare nella primavera del Kuwait SC fino ad arrivare in prima squadra.

### Nazionale
Fece parte della Nazionale di calcio del Kuwait che vinse la Coppa delle nazioni asiatiche nel 1980 e che si qualificò al Campionato mondiale di calcio del 1982.

## Palmarès

### Nazionale
- Coppa d'Asia: 1

Kuwait 1980